# Лансон (судно)
Лансон —  одно- или двухмачтовое парусно-гребное промысловое или каботажное судно, распространенное в черноморских странах в XVIII — XIX веках, в основном в Турции.

## Описание судна
Небольшое одно- или двухмачтовое парусно-гребное судно. Длина судна составляла около 20 метров, ширина в районе 4—6 метров, осадка — до 2,5 метра. На лансонах, используемых в военное время, могло быть установлено вооружение, состоявшее из 4—8 орудий малого калибра, либо 1—2 крупнокалиберных пушек или мортир.

## Применение

### В Российском императорском флоте
В России суда данного типа строились только для нужд Черноморского флота по образцу взятых в плен турецких лансонов. Активно применялись во время русско-турецкой войны 1787—1791 годов в боевых действиях в Днепровско-Бугском лимане и на Дунае. Использовались для действий против гребных судов противника, перевозки войск и высадки десантов, а также для совместных действий с армией на побережье и на реках. Вооружались орудиями малого калибра, либо мортирами. В состав Черноморского флота входили как суда, построенные в России, так и трофейные турецкие лансоны.